# 院仓站
院倉站（韓語：원창역）是朝鮮民主主義人民共和國平安南道殷山郡的一個鐵路車站，属于平德线和灵台线。

## 邻近车站
平德线
錦坪站 - 院倉站 - 九井站
灵台线
院倉站 - 灵台站